# 42. ceremonia wręczenia nagród Grammy
42. ceremonia wręczenia nagród Grammy, prestiżowych amerykańskich nagród muzycznych wręczanych przez Narodową Akademię Sztuki i Techniki Rejestracji odbyła się w niedzielę, 23 lutego 2000 roku.

## Nagrody

### Obszar generalny
Lista składa się ze wszystkich nominowanych, a zwycięzcy zostaną pogrubieni.

#### Nagranie roku
- "Smooth" – Santana featuring Rob Thomas
- "I Want It That Way" – Backstreet Boys
- "Believe" – Cher
- "Livin' la Vida Loca" – Ricky Martin
- "No Scrubs" – TLC

#### Album roku
- Supernatural – Santana
- Millennium – Backstreet Boys
- Fly – Dixie Chicks
- When I Look in Your Eyes – Diana Krall
- FanMail – TLC

#### Piosenka roku
- "Smooth" – Santana featuring Rob Thomas (Autorzy: Itaal Shur i Rob Thomas)
- "I Want It That Way" – Backstreet Boys (Autorzy: Andreas Carlsson i Max Martin)
- "Livin' la Vida Loca" – Ricky Martin (Autorzy: Desmond Child i Draco Rosa)
- "Unpretty" – TLC (Autorzy: Dallas Austin i Tionne Walkins)
- "You've Got Away" – Shania Twain (Autorzy: Robert John "Mutt" Lange i Shania Twain)

#### Najlepszy nowy artysta
- Christina Aguilera
- Macy Gray
- Kid Rock
- Britney Spears
- Susan Tedeschi

### Pop

#### Najlepszy występ pop solowy kobiecy
- I’ll Remember You – Sarah McLachlan

#### Najlepszy występ pop solowy męski
- Brand New Day – Sting

#### Najlepszy album popowy
- Brand New Day – Sting

#### Najlepsze nagranie dance
- "Believe" – Cher

### Rock

#### Najlepsza piosenka rockowa
- Red Hot Chili Peppers za utwór "Scar Tissue"

#### Najlepszy album rockowy
- Supernatural – Santana

#### Najlepszy występ rockowy kobiecy
- Sheryl Crow za utwór "Sweet Child O’Mine"

#### Najlepszy występ rockowy męski
- Lenny Kravitz za utwór "American Woman"

#### Najlepszy występ rockowy w duecie lub w zespole
- Santana i Everlast za utwór "Put Your Lights On"

#### Najlepszy występ metalowy
- Black Sabbath za utwór "Iron Man"

### Muzyka alternatywna

#### Najlepszy album alternatywny
- Mutations – Beck
- To Venus and Back – Tori Amos
- You've Come a Long Way, Baby – Fatboy Slim
- Play – Moby
- The Fragile – Nine Inch Nails

### R&B

#### Najlepsza piosenka R&B
- "No Scrubs" – TLC
- "All That Can I Say" – Mary J. Blige
- "Bills, Bills, Bills" – Destiny’s Child
- "Heartbreak Hotel" – Whitney Houston
- "It's Not Right but It's Okay" – Janet Jackson

#### Najlepszy album R&B
- "FanMail" – TLC
- Mary – Mary J. Blige
- My Love Is Your Love – Whitney Houston
- R. – R. Kelly
- Back at One – Brian McKnight

#### Najlepszy występ R&B kobiecy
- "It's Not Right but It's Okay" – Whitney Houston
- "All That I Can Say" – Mary J. Blige
- "Almost Doesn't Count" – Brandy
- "Love Like This" – Faith Evans
- "Do Something" – Macy Gray

#### Najlepszy występ R&B męski
- "Staying Power" – Barry White
- "Did You Ever Know" – Peabo Bryson
- "When a Woman's Fed Up" – R. Kelly
- "Fortunate" – Maxwell
- "Sweet Lady" – Usher

#### Najlepszy występ R&B w duecie lub w zespole
- "No Scrubs" – TLC
- "Spend My Life with You" – Eric Benét featuring Tamia
- "Don’t Waste Your Time" – Mary J. Blige & Aretha Franklin
- "Bills, Bills, Bills" – Destiny’s Child
- "Heartbreak Hotel" – Whitney Houston featuring Faith Evans & Kelly Price

#### Najlepszy występ tradycyjnego R&B
- "Staying Power" – Barry White
- Unconditional Love – Peabo Bryson
- Valence Street – The Neville Brothers
- It's Harder Now – Wilson Pickett
- Intimate – Smokey Robinson

### Rap

#### Najlepszy album hip-hopowy
- The Slim Shady – Eminem
- E.L.E. (Extinction Level Event): The Final World Front – Busta Rhymes
- Da Real World – Missy Elliott
- I Am – Nas
- Things Fall Apart – The Roots

#### Najlepsza Współpraca Rapowa/Śpiewana
- "You Got Me" – The Roots featuring Erykah Badu
- ""What's It Gonna Be?!" – Busta Rhymes featuring Janet Jackson
- "Satisfy You" – Puff Daddy featuring R. Kelly
- "Still D.R.E." – Dr. Dre featuring Snoop Dogg
- "Guilty Conscience" – Eminem & Dr. Dre

#### Najlepszy występ hip-hopowy
- "My Name Is" – Eminem
- "Gimme Some More" – Busta Rhymes
- "Vivrant Thing" – Q-Tip
- "Wild Wild West" – Will Smith
- "Changes" – 2Pac

### Country

#### Najlepszy album country
- "Fly" – Dixie Chicks

#### Najlepsza piosenka country
- "Come On Over" – Shania Twain

### New Age

#### Najlepszy album New Age
- Paul Winter – "Celtic Solstice"

### Jazz

#### Najlepszy jazzowy występ wokalny
- When I Look in Your Eyes – Diana Krall

#### Najlepszy jazzowy występ instrumentalny
- "In Walked Wayne" – Wayne Shorter

#### Najlepszy jazzowy występ instrumentalny, indywidualny lub w zespole
- "Like Minds" – Gary Burton, Chick Corea, Pat Metheny, Roy Haynes & Dave Holland

### Gospel

#### Najlepszy album pop gospel
- "Speechless" – Steven Curtis Chapman

#### Najlepszy album rock gospel
- "Pray" – Rebecca St. James

#### Najlepszy album tradycyjny soul gospel
- "Christmas with Shirley Caesar" – Shirley Caesar

#### Najlepszy album Contemporary soul gospel
- "Mountain High...Valley Low" – Yolanda Adams

### Muzyka latynoamerykańska

#### Najlepszy występ pop latino
- Rubén Blades – Tiempos

#### Najlepszy występ rock/alternatywa latino
- Chris Perez Band – "Resurrection"

### Reggae

#### Najlepszy album muzyki reggae
- "Calling Rastafari" – Burning Spear

### World Music

#### Najlepszy album World Music
- Caetano Veloso za "Livro"

### Dzieci

#### Najlepszy album dziecięcy
- Ścieżka dźwiękowa do filmu "Przygody Elma w krainie zrzęd"

#### Najlepszy album ze słowami dla dzieci
- "Listen to the Storyteller"